# Marajan
Marajan (arab. مرعيان) – wieś w Syrii, w muhafazie Idlib. W 2004 roku liczyła 2274 mieszkańców.